# Edgar & Ellen
Este artículo se refiere a la serie de TV. Para información acerca de los libros consulte Edgar y Ellen (serie de libros).
Edgar y Ellen es una serie de dibujos animados para televisión basada en los libros publicados por Simon & Schuster Children's Publishing, la historia es sobre unos gemelos huérfanos de doce años que causan travesuras y caos en su dulce ciudad enfermiza, Nod's Limbs. Los nombres de los gemelos se derivan del autor y poeta estadounidense Edgar Allan Poe. En 2006 se estrenó una serie de cortos animados y el 7 de octubre de 2007 se estrenó la serie de televisión semanal, ambas a través del canal Nicktoons Network en EE. UU. La serie fue estrenada posteriormente en Latinoamérica a través del canal Cartoon Network el 19 de junio de 2008.
Edgar y Ellen viven en una mansión de trece pisos al borde de Nod's Limbs (Nodlandia en Latinoamérica). Se supone que Ellen es la mayor de los gemelos por dos minutos y 13 segundos. Viven con una criatura que tiene el aspecto de una bola de pelo con un globo ocular a la que llaman simplemente Mascota. Su jardinero y cuidador, Heimertz vive en una pequeña choza afuera de la casa. Su mansión está ubicada cerca de un depósito de chatarra ahora desmantelado, que los gemelos habían apodado cariñosamente como su "Cementerio de artilugios". Toman partes de él y arman maravillosos artilugios para combatir su aburrimiento y crear problemas. 
Los dos gemelos usan pijamas de rayas y se hacen bromas todo el día cuando no están bromeando con los buenos habitantes de Nod's Limbs. Ellos son inteligentes, sin miedo, traviesos y creativos. Tan creativos de hecho, que sus bromas a menudo resultan hilarantes. A diferencia de los libros originales, Edgar y Ellen solo son traviesos en la serie animada. En el libro son malvados y les alegra ver el sufrimiento de los demás.

## Personajes

### Edgar
- Edad: 12 años, Voz: Kathleen Barr, Doblador: Jesús Nuñes(actor de voz)
- Edgar es un artista de fuga extraordinario. Vive en una torre en la ciudad Nodlandia con su hermana gemela, Ellen. A cualquier parte donde vaya, lleva su maletín que tiene artefactos singulares para preparar el caos en cualquier situación. Tiene miedo a los peces por un trauma en el pasado con una piscina inflable. Es generalmente lógico y tranquilo, pero le suele dar un ataque de pánico cuando lo atacan muchas personas. A diferencia de su hermana, cuando no está con ella se siente vulnerable como se ve en el libro y en la serie. También se ve que es un poco más sentimental (puesto que llora cuando lo deja Ursula en el episodio de San Valentin, cuando la gente de Nodlandia lo confunden con un ave y lo encierran en una jaula y cuando Stephanie quiere maquillarlo para asustarlo).
- Planifica muchos de los esquemas y diagramas de los gemelos. Es un admirador de Harry Houdini. Se ve su lado sensible cuando se enamora de una chica llamada Ursula en el Especial de San Valentin (pero ella solo lo estaba utilizando). Detesta a Stephanie como su hermana. Irónicamente cuando Ellen se volvió presidenta escolar y Edgar y Stephanie tuvieron que detenerla, ambos se hacen amigos (este sentimiento desaparece al final del episodio).
- Al final de cada capítulo tiene su propio especial llamado El maletín de Edgar donde hace bromas que le mandan los fanes por la página oficial de la serie. Al final siempre le sale mal (o siendo golpeado) y termina gritando y prometiendo vengarse de quien le mandó la broma.

### Ellen
- Edad: 12 años, Voz: Jillian Michaels, Doblador: Yensi Rivero
- Ellen es una científica loca del mundo de la botánica. Ella y Edgar preparan el caos para curar su aburrimiento. Ellen es rápida para planificar travesuras, especialmente cuando eso implica a su archienemiga, Stephanie Knightleigh. Ella es muy atlética y más fuerte que su hermano. Es de voz chillona, una pensadora rápida, fácilmente pierde su carácter cuando se enfada y es experta en la solución de problemas. Es muy cariñosa con sus plantas.
- A diferencia de su hermano le cuesta trabajo expresar lo que siente. Le gusta cantar pero canta tan mal que cada vez que lo intenta, Edgar se pone tapones. Posee una planta llamada Berenice, quien es asesinada por Stephanie en el libro "Bajo Tierra", tras esto se queda con Morella, la hija de Berenice.
- Al final de cada capítulo tiene su propio especial llamado El Horrorscopo de Ellen donde se pone a Mascota de turbante e intenta adivinar el futuro usando algo asqueroso.

### Mascota
Mascota es una criatura extraña tuerta, cabelluda, en forma de araña. Vive con los gemelos en su mansión sobre el borde de Nodlandia. Antes en la serie, era una víctima de las travesuras de gemelos. En el libro “La Venganza de Mascota” se averigua es una criatura del Bálsamo y una antigua amiga de Augusto Nod. Cuando se abasteció de combustible con el Bálsamo, ganó más entusiasmo e inteligencia, haciéndolo capaz de poner a Ellen contra Edgar. En "Nodlandia", debido a una mordedura venenosa, comenzó a morir, por suerte fue salvado por la Vieja Primavera de Bálsamo. Ya que Mascota no puede hablar, por lo general hace gestos con el cuerpo o con su ojo para comunicar pensamientos e ideas. Nadie sabe de dónde vino, o lo que es. Mas le agrada Ellen.

### Heimertz
Ronan Heimertz es el vigilante de los gemelos. Él es la única persona viva que Edgar y Ellen temen más que el uno al otro. Heimertz tiene una risa misteriosa, nunca dice una palabra, y vive en una choza en el cementerio de chatarra. Es revelado en el libro "El Alto Cable" y en el especial llamado "El Álbum Familiar de Heimertz" que su familia comparte la misma risa misteriosa que él posee. Solo habló en "El Alto Cable". A pesar del miedo de los gemelos, Heimertz ha mostrado preocupación por ellos y por Mascota. Él también tiene una novia llamada Dahlia, que actualmente vive en la mansión con los gemelos y Heimertz.

### Stephanie Knightleigh
- Edad: 13 años (los cumple en el libro Trampa para turistas), Voz: Ashleigh Ball, Doblador: María José Estévez
- Stephanie es la enemiga mortal de Ellen. Ella es la niña popular que piensa que controla al mundo con su "dulzura", pero es realmente una snob. Irónicamente, cuando Ellen fue convertida en una persona normal por el bálsamo en el libro “La Venganza de Mascota”, Sthepanie la trató sospechando de ella, luego con esnobismo extremo, humillándola. Mas irónicamente, cuando Ellen se volvió presidenta escolar y Edgar y Stephanie tuvieron que detenerla, ambos se hacen amigos (este sentimiento desaparece al final del episodio).
- Se muestra celosa cuando Edgar va al baile con Ursula en el Especial de San Valentín y es quien más se alegra cuando la cita de este se arruina, demostrando que quizá tenga sentimientos hacia el pero para ella su reputación es más importante o quizá su odio hacia Ellen
- Stephanie, a pesar de su propio pensamiento sobre ella misma como un caramelo lindo, rápidamente puede hacerse agresiva y despiadada cuando enfrenta a Edgar y Ellen. Stephanie, en contraste con Edgar y Ellen, es detestablemente alegre y snob. Ella, como los gemelos, es inventiva y aguda. Esto le ha permitido ser la amenaza exclusiva de Edgar y Ellen. Es bastante paranoica con los gemelos. Como declaró una vez: "Cuando Edgar y Ellen están implicados, muy pocas cosas me sorprenden". El odio de Stephanie hacia los gemelos es recíproco. Edgar y Ellen la describieron a ella y a su familia como "huevos de rana". Los mellizos suelen dirigir la mayor parte de sus travesuras hacia ella.
- Stephanie representa la vida que los gemelos nunca tendrán (tiene una familia y un hogar). Probablemente esta es la principal razón por la que la odian.

### Miles Knightleigh
- Edad: 9 años, Voz: Ashleigh Ball, Doblador: Rolman Bastidas

Es el hermano menor de Stephanie y también es el blanco de bromas de los gemelos pero no tanto (porque saben que no es como su hermana). Sus padres apenas se dan cuenta de su presencia pues prestan más atención a Stephanie. Le agrada a Berenice, una de las plantas de Ellen. En La Venganza de Mascota, cuando Ellen se convirtió en una persona normal y fue a la pijamada en la casa de Stephanie, él fue el único que la trató bien y ella se muestra agradecida por eso. Miles es la oveja negra de la familia, a sus padres les desagrada por ser extremadamente atento y amable tanto que Stephanie se burla de él. En el libro Nodlandia ayuda a los gemelos a desenmascarar a Stephanie pero son atrapados por esta, para después ser salvados por Heimertz. Al final del libro confronta a su familia y no se sabe si aun vive con ellos o con los gemelos en el hotel de Augusto Nod. Se sabe que es aficionado a los piratas y le gusta comer dulces. Está enamorado de Ellen pero esta no tiene el menor interés en él.

## Relación conEdgar Allan Poe
Tanto los nombres de los personajes como el ambiente de la historia están basados en Edgar Allan Poe. Además en su casa, los gemelos tiene un busto parlante de este (Quien tiene su propia sección llamada "La cabeza de Poe que todo lo sabe"). En cuanto a los nombres de varios personajes, están basados en nombres de obras de Poe:
- Edgar: Edgar Allan Poe
- Ellen: A Helen
- Berenice, planta de Ellen: Berenice
- Morella, planta de Ellen: Morella

## Doblaje
| Inglés: - Edgar: Kathleen Barr - Ellen: Jillian Michaels - Stephenie: Ashleigh Ball - Miles: Ashleigh Ball | Español-Latinoamérica: Doblaje Venezuela - Edgar: Jesús Nunes (actor de voz) - Ellen: Yensi Rivero - Alcalde: Juan Guzmán - Stephanie: María José Estévez - Miles: Rolman Bastidas - Reportera del Noticiero: Melanie Henríquez - Amiga de Stephanie (competencia de Nieve): Yasmil López |